# Courtney Sarault
Courtney Lee Sarault, née le 24 avril 2000 à Grand Rapids, est une patineuse de vitesse sur piste courte canadienne.

## Carrière
Courtney Sarault est médaillée d'argent toutes épreuves aux Championnats du monde juniors de 2018 à Tomaszów Mazowiecki. Aux Mondiaux juniors de 2019 à Montréal, Courtney Sarault obtient le bronze sur 1 500 m.
Elle remporte la médaille de bronze du relais féminin, sur 3 000 m, aux Championnats du monde de patinage de vitesse sur piste courte 2019 à Sofia.
Aux Championnats du monde de patinage de vitesse sur piste courte 2021 à Dordrecht, elle est médaillée d'argent toutes épreuves et médaillée de bronze sur 1 000 m.
Elle est championne du Canada en septembre 2023.

## Famille
Son père Yves Sarault est un joueur puis entraîneur de hockey sur glace.